# Eulithis propulsata
Eulithis propulsata là một loài bướm đêm trong họ Geometridae.